# Décochage
Dans l'industrie métallurgique, le décochage est la première opération de démoulage qui consiste à séparer la grappe métallique (pièce moulée, système de coulée et masselottes) du sable de moulage qui l'entoure.
C’est la première opération qui suit la coulée et, éventuellement, le temps de refroidissement qui permet au métal de se solidifier (éviter la déformation de la pièce). Elle peut être suivie des opérations de :  
- débourrage qui consiste à évacuer le sable à noyaux de l'intérieur des pièces'.
- dessablage qui est l'opération qui consiste à enlever le sable de moulage ou le sable à noyaux qui adhère aux pièces.

## Méthodes
Dans certaines fonderies, notamment pour la réalisation de prototypes en alliage léger, cette opération est encore effectuée manuellement, à l'aide de marteaux, de masses et de marteau-piqueur.
- Décochage par choc : on laisse l’ensemble du moule+pièce chuter au sol pour que le choc décolle la sable ;
- Décochage au tonneau : les pièces sont introduites dans un tonneau à rotation lente, en roulant les unes sur les autres, les pièces perdent leur enrobage sable. L’évacuation se fait soit par un volet à la base du tambour, soit en bout dans le cas d’un tambour incliné (dans ce cas l’approvisionnement et le déchargement se fait en continu).
- Décochage sur grille vibrante : on pose le moule sur une grille vibrante, le sable se décolle de la grappe et passe à travers la grille de décochage. La grappe reste sur la grille et peut-être évacuée vers le poste d'ébarbage où les pièces seront séparées des appendices de coulée (alimentation, masselottes, etc), le sable sera régénéré pour une nouvelle opération de moulage.

## Installation de grille de décochage
Les pièces sont amenées par convoyeur (à rouleau ou balancelles aériennes) jusque sur la grille de décochage légèrement inclinée. Les vibrations décollent la majeure partie du sable de moulage qui passe à travers la grille pour, dans le cas de fabrication grande série, être récupéré, régénéré et retourne au moulage. L’avance de la pièce se fait par les oscillations de la grille. En bout de l’installation, un opérateur ou un bras mécanique casse les jets de coulée et les masselottes (pour pièces de série). De là, les pièces (souvent encore chaudes) partent sur un convoyeur à rouleaux vers les autres postes : débourrage, dessablage et parachèvement.
Ces installations de conception mécanique simple, sont très bruyantes et poussiéreuse, ce qui fait qu’on les trouve à l’écart des autres lieux de fabrication. Un gros problème est posé par la ventilation et le dépoussiérage.